# Comté de Watonwan
Pour les articles homonymes, voir Watonwan.
Le comté de Watonwan est situé dans l’État du Minnesota, aux États-Unis. Il comptait 11 876 habitants en 2000. Son siège est Saint James.